# Otto Heller (Generalkonsul)
Otto Heller (* 1911; † 25. März 2004) war jahrzehntelang Österreichs Honorar-Generalkonsul in São Paulo, Brasilien und betreute dieses Ehrenamt neben seiner beruflichen Tätigkeit
Heller verließ Österreich 1934 aus politischen Gründen.
Er war Zeitzeuge für Brasiliens Initiativen, zum Abschluss des österreichischen Staatsvertrages  beizutragen, der 1955 erfolgte.
Am 16. Mai 1974 brachte er in São Paulo die vom Wiener Architekten Franz Requat gestaltete Ausstellung Viena gloriosa des Wiener Fremdenverkehrsverbandes heraus, die gleichzeitig mit der Ausstellung Austria creativa der Bundeswirtschaftskammer auf der Praça Roosevelt im Zentrum der Stadt veranstaltet wurde. (Wien heißt auf Portugiesisch Viena, nicht Vienna.) Die Ausstellung wurde von Vizebürgermeister Hubert Pfoch eröffnet.
In den 1990er Jahren trat er als Generalkonsul zurück. Eine mögliche Begründung dafür nannte der ÖVP-Abgeordnete Herbert Schambeck am 17. Oktober 1996 im Bundesrat.